# Морессе-Пишо, Софи
Софи Морессе-Пишо (фр. Sophie Moressée-Pichot, р.3 апреля 1962) — французская спортсменка, олимпийская чемпионка и чемпионка мира по фехтованию на шпагах, чемпионка мира по современному пятиборью.

## Биография
Родилась в 1962 году в Сиссоне. В 1986 году стала обладательницей золотой и серебряной медалей чемпионата мира по современному пятиборью. В 1988 году стала бронзовым призёром чемпионата мира по современному пятиборью. На чемпионате Европы по современному пятиборью 1989 года завоевала серебряную медаль. В 1991 году стала призёром чемпионата мира по современному пятиборью. На чемпионате мира по современному пятиборью 1992 года стала обладательницей серебряной медали.
В 1988 году завоевала две серебряные медали, в личном и командном турнирах, на первом чемпионате мира среди женщин-шпажисток. С 1992 года окончательно переключилась на фехтование на шпагах. В 1992 году завоевала серебряную медаль чемпионата мира. На чемпионате мира 1993 года стала обладательницей бронзовой медали. На чемпионате мира 1995 года завоевала серебряную и бронзовую медали. В 1996 году на Олимпийских играх в Атланте стала обладательницей золотой медали в командном первенстве, а в личном зачёте была 10-й. В 1997 году завоевала бронзовую медаль чемпионата мира. В 1998 году стала чемпионкой мира в командном турнире. В 2000 году приняла участие в Олимпийских играх в Сиднее, однако там французские шпажистки стали лишь пятыми.